# Jean De Raedt
Jean De Raedt (18 mei 1923) is een Belgische voormalige atleet, die gespecialiseerd was in de lange afstand en het veldlopen. Hij werd eenmaal Belgisch kampioen.

## Biografie
In 1946 werd De Raedt Belgisch kampioen op de 10.000 m.
De Raedt was aangesloten bij Racing Club Brussel.

## Belgische kampioenschappen
| Onderdeel | Jaar |
| --------- | ---- |
| 10.000 m  | 1946 |

## Persoonlijk record
| Onderdeel | Prestatie | Datum | Plaats |
| --------- | --------- | ----- | ------ |
| 10.000 m  | 32.36,4   |       |        |

## Palmares

### 10.000 m
- 1946:  BK AC - 34.55,8

### veldlopen
- 1948: 18e Landencross in Reading